# Rhacocleis agiostratica
Rhacocleis agiostratica är en insektsart som beskrevs av Werner 1937. Rhacocleis agiostratica ingår i släktet Rhacocleis och familjen vårtbitare. Inga underarter finns listade i Catalogue of Life.